# Exochus rubellus
Exochus rubellus là một loài tò vò trong họ Ichneumonidae.